# Монро (Айова)
Монро (англ. Monroe) — місто (англ. city) в США, в окрузі Джеспер штату Айова. Населення — 1967 осіб (2020).

## Географія
Монро розташоване за координатами 41°31′8″ пн. ш. 93°6′13″ зх. д. / 41.51889° пн. ш. 93.10361° зх. д. (41.518936, -93.103748).  За даними Бюро перепису населення США в 2010 році місто мало площу 4,39 км², уся площа — суходіл.

## Демографія
Згідно з переписом 2010 року, у місті мешкало 1830 осіб у 770 домогосподарствах у складі 527 родин. Густота населення становила 417 осіб/км².  Було 839 помешкань (191/км²).
Расовий склад населення:
| - 98,7 % — білих - 0,5 % — азіатів - 0,3 % — чорних або афроамериканців - 0,1 % — корінних американців |

До двох чи більше рас належало 0,3 %. Частка іспаномовних становила 0,6 % від усіх жителів.
За віковим діапазоном населення розподілялося таким чином: 24,4 % — особи молодші 18 років, 59,4 % — особи у віці 18—64 років, 16,2 % — особи у віці 65 років та старші. Медіана віку мешканця становила 38,6 року. На 100 осіб жіночої статі у місті припадало 99,8 чоловіків;  на 100 жінок у віці від 18 років та старших — 94,2 чоловіків також старших 18 років.
Середній дохід на одне домашнє господарство  становив 69 035 доларів США (медіана — 55 714), а середній дохід на одну сім'ю — 84 217 доларів (медіана — 71 607). Медіана доходів становила 45 792 долари для чоловіків та 38 472 долари для жінок. За межею бідності перебувало 7,5 % осіб, у тому числі 8,0 % дітей у віці до 18 років та 5,9 % осіб у віці 65 років та старших.
Цивільне працевлаштоване населення становило 929 осіб. Основні галузі зайнятості: виробництво — 27,9 %, освіта, охорона здоров'я та соціальна допомога — 16,8 %, фінанси, страхування та нерухомість — 8,3 %, транспорт — 7,9 %.